# 古今和歌集真名序
『古今和歌集真名序』（こきん わかしゅう まなじょ、旧字体：'眞名序'）は、『古今和歌集』に添えられた2篇の序文のうち、漢文で書かれているものの方の名称。通常は単に『真名序』（まなじょ）という。執筆者は紀淑望。
もう一方の序文は紀貫之が仮名で著した『仮名序』（かなじょ、旧字体：假名序）。

## 解説
『古今集』の伝本を見ると、『仮名序』のみで『真名序』がないものや、『真名序』が本集の後ろに置かれているものも多い。また、勅撰八代集を見ると『古今集』以外に真名序が付いているのは『新古今集』のみで、他は仮名序のみかそもそも「序」が置かれていない。
平安時代においては、藤原清輔の『袋草紙』（上巻・故撰集子細）が「紀淑望が仮名序に感嘆して秘かに真名に直して書いた」あるいは「仮名序を書くための土台として紀淑望に書かせた」と書き記して『真名序』そのものを否定的に扱い、『真名序』を「序」から巻末に移したのは自分であることを自ら書き記している。一方、藤原公任は『真名序』を重んじて、自撰の『和漢朗詠集』（下巻・「帝王」解）に『真名序』を引用し、顕昭など後世の注釈者の『真名序』の注は公任の説に依拠しているものが多い。また、藤原明衡撰の『本朝文粋』にも『真名序』は所収されている。
昭和初期から中期にかけて、『真名序』と『仮名序』の関係に巡って様々な説が出された。
1. 山田孝雄「古今和歌集の仮名の序の論」『文学』昭和11年（1936年）1月号……『真名序』が正式な序で『仮名序』は後代の偽作とする。
2. 西下経一「山田博士の古今集序に関する新説に対する卑見を述ぶ」『文学』昭和11年（1936年）5月号……『仮名序』は『真名序』を元に書かれたが、奏上時の正式な序は『仮名序』。
3. 久曾神昇『古今和歌集成立論・研究論』昭和36年（1961年）風間書房……『仮名序』が先に出来たが延喜7年（907年）1月時点で両方の序が揃っていた。
4. 吉田幸一「古今集両序の作者・成立年時に就いての再吟味」『国語と国文学』昭和19年（1944年）5月号……『仮名序』も『真名序』も紀貫之の作で、延喜5年（905年）の奉勅直後に『仮名序』を著し、『真名序』は完成時の執筆とする。
5. 高橋良雄「古今集両序の相違について」『学苑』209号、昭和32年（1957年）9月……紀貫之が書いた『仮名序』の草稿を元に紀淑望が『真名序』を著したが、後日に貫之が『仮名序』の改稿を行った。
6. 小沢正夫『古代歌学の形成』昭和38年（1963年）塙書房……『真名序』が紀貫之以外の何者かによって先に書かれ、後日紀貫之が『仮名序』を著した。

現在では、『真名序』が最初に書かれた後に紀貫之がそれを元に『仮名序』を著し、後に『仮名序』が正式な「序」として扱われるようになったとみるのが通説になっている。作者については『本朝文粋』や現存する諸本が記すとおり紀淑望とみられるが、紀貫之のような専門歌人が『真名序』の草稿を作成した可能性も否定はできない、とされている。

## 構成
大筋においては『仮名序』と同じであるが、『毛詩』大序や『毛詩正義』・『文選』の序の文章に近い文章になっている。また、王仁や聖徳太子、柿本人麻呂に関するエピソードについては『真名序』と『仮名序』で異なる解釈をしている。更に大友黒主が猿丸大夫の流れを汲むとした逸話は『真名序』独自の記述であり、猿丸大夫に関する最古の記述でもある。最後に平城天皇の時代に侍臣に『万葉集』を撰ばせて以降、和歌が衰微していることを嘆いた今上（醍醐天皇）が和歌集の編纂を命じた経緯が記しており、その部分は『仮名序』とも共通している。しかし、天皇が最初はこの和歌集を『続万葉集』と命名したが、後日改めて詔書によって改めて『古今和歌集』と命名した経緯は『仮名序』にはない『真名序』独自の記述である。